# Marc Vives Muñoz
Marc Vives Muñoz (Barcelona, 1978) és un artista, investigador, docent i productor català. Viu entre Barcelona i Donosti. Centrat fonamentalment en qüestions relacionades amb la producció artística i la seva pràctica, ha estat implicat en projectes com YProductions, Hamaca, o Por La Vena. Com a part del duo Bestué / Vives, ha presentat el seu treball a la Biennal de Venècia (2009), al Playground Festival de Lovaina (2010) i ha participat en una performance amb Creative Time a Times Square, Nova York (2010). Aquest duo, que va treballar conjuntament entre el 2002 i el 2012, tenen obra a museus com ara el MACBA, el MUSAC, i el MNCARS. El Marc Vives continua creant i investigant en les arts plàstiques. Es mou entre les arts visuals i les arts en viu. Ha fet videoart, instal·lació i acció, entre altres coses. Codirigeix el projecte GRAF a Barcelona (plataforma que reuneix la programació de creació contemporània a Catalunya - «L'agenda que suma totes les agendes») i cofundà la Tractora Koop. E. (Mungia 2013), una cooperativa d'artistes basada en el model operatiu de les cooperatives de camioners, i Azpi Kultur Elkartea (Donosti, 2013), un espai de trobada, treball i col·laboració entre urbanistes, artistes i agents culturals. Una de les seves obres difícils de classificar, feta conjuntament amb l'artista novayorquesa Anna Craycroft, és In Cycling Mode: The Wilson Exercises, exposat a l'Espai 13 de la Fundació Miró de Barcelona el 2015.